# رينو (نيفادا)
رينو (Reno) هي مدينة تقع في إقليم مقاطعة واشو، في ولاية نيفادا، الولايات المتحدة الأمريكية. بلغ عدد سكانها المتوقع في عام 2017 حوالي 249 ألف نسمة ، وذلك يجعلها ثاني أكبر المدن من ناحية عدد السكان في نيفادا بعد لاس فيغاس. تقع رينو على بعد 26 ميلاً (42 كيلومتراً) عن شمال عاصمة ولاية نيفادا، وهي كارسن سيتي، و22 ميلاً (35 كيلومتراً) عن المنطقة الشمالية الشرقية لبحيرة تاهو في الصحراء. رينو تتشارك بحدودها الشرقية مع مدينة سباركس. تُعرف رينو بأنها «أكبر مدينة صغيرة في العالم» وهي مشهورة بالفنادق والكازينوهات.

## تاريخ
في منتصف خمسينيات القرن التاسع عشر، استقر عدد قليل من الرواد في «تركي ميدوز»، وهو وادي خصب نسبياً يتمد عبره نهر تركي من بحيرة تاهو إلى بحيرة بيراميد. إضافة إلى عملهم بالزراعة، استطاع هؤلاء السكان في وقت مبكر من التقاط الأعمال من المسافرين على طول طريق كاليفورنيا، الذي يقع غرب تركي، قبل أن يتفرع نحو بحيرة دونر. 
في عام 1850 تم اكتشاف الذهب في محيط مدينة فرجينيا والتي تقع بالقرب من مدينة رينو، ونتيجة لذلك نشأ مجتمع تعدين متواضع في محيط المدينة. لكنّ اكتشاف الفضة في عام 1859 في كومستوك أدى إلى انتشار التعدين بشكل كبير، مما أدى إلى مغادرة آلاف من المهاجرين منازلهم، متجهين إلى الغرب، على أمل العثور على ثروة.
لتوفير الاتصال الضروري بين مدينة فرجينيا وممر كاليفورنيا، بنى تشارلز دبليو فولر جسرًا للدخول عبر نهر تركي في عام 1859. وسرعان ما نما مجتمع صغير يخدم المسافرين قريبًا من الجسر. بعد عامين، قام فولر ببيع الجسر إلى ميرون سي ليك، الذي استمر في تطوير المجتمع بإضافة طاحونة، وفرن، وإسطبل إلى الفندق ومنزل طعام. أعاد ليك تسمية الجسر والمجتمع ليصبح «معبر ليك». في عام 1864، تم دمج مقاطعة واشو مع مقاطعة روب، وأصبحت «معبر ليك» أكبر مدينة في المقاطعة. وحصل ليك على لقب «مؤسس رينو».

## توأمة
لرينو (نيفادا) اتفاقيات توأمة مع كل من:
- سان سيباستيان
- حتسور هجليليت
- يلونايف
- ودون تاني
- تاي شانغ
- شنجن
- نالتشيك

## أعلام
- ديفيد وايز
- تشيس إليسون
- برايس جونسون
- كورتيس هانسون
- إرنست إس. براون
- لاري إيفانز
- غاريث هيوز
- لويز ويلسون
- إيفي منى ماك
- صمويل جودسميت
- دون ماكنزي
- شيرلي ووكر
- جاكوب دالتون